# Bjarnarfjörður
Der Bjarnarfjörður  (dt. Bärenfjord) ist ein Fjord in den Westfjorden Islands.
Der Fjord liegt nördlich vom Steingrímsfjörður im Húnaflói, reicht 6,5 km weit in das Land und ist 5,5 km breit.
Im Bjarnarfjörður liegt der Hof Klúka mit der warmen Quelle Gvendarlaug.
In ihr wurde schon in der Sagazeit gebadet.
An der Südküste des Fjords verläuft der Drangsnesvegur  um die Halbinsel Drángsnes entlang.
Am Nordufer führt der Strandavegur  bis hinauf zum Bad von Krossnes.
Etwa 55 km nördlich liegt der nördliche Bärenfjord.

## Siehe auch

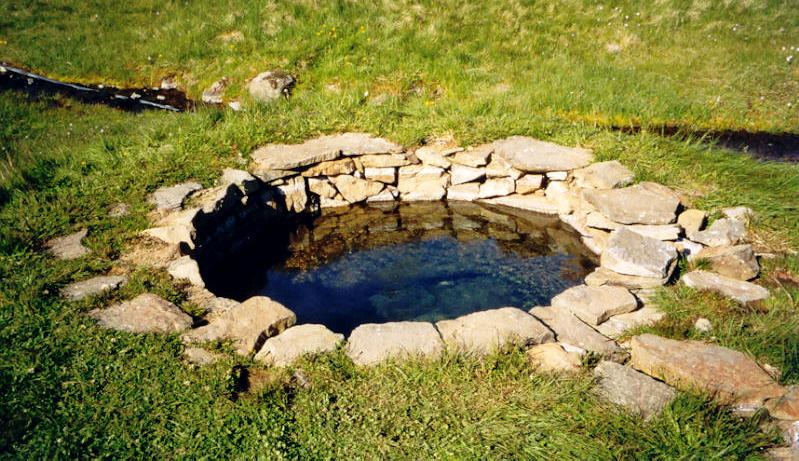
Die Quelle Gvendarlaug